# Armstrong Whitworth Siskin
Die Armstrong Whitworth Siskin war ein britisches Doppeldecker-Jagdflugzeug der Zwischenkriegszeit.

## Geschichte
Die Entwicklungsarbeiten an einem Nachfolgemuster für die langsam veraltenden Jagdflugzeuge des Royal Flying Corps begannen 1918. Siddeley und Armstrong Whitworth stellten jeweils einen Prototyp vor. Diese unterschieden sich vom Aussehen her gar nicht so sehr, aber eben in einem entscheidenden Punkt. Siddeley setzte auf einen schwächeren Motor, den Royal Aircraft RAF.8 mit 300 PS, der durch die Firma sogar zugekauft werden musste, während Armstrong Whitworth einen eigenen wesentlich stärkeren Motor konzipierte und selbst produzierte. Seine Bezeichnung war Jaguar IV und die Leistung war mit 420 PS deutlich höher. Insgesamt wurden von Armstrong und in Lizenz von Bristol, Vickers, Gloster und Blackburn 360 Maschinen produziert. Ab 1923 wurden die Flugzeuge von der britischen Luftwaffe als Siskin III eingeführt. Von 1927 bis 1930 war die Siskin das Rückgrat der britischen Heimatverteidigung. Ab dann standen bessere Modelle wie die Bristol Bulldog oder die Gloster Gauntlet zur Verfügung.

## Das Flugzeug
Gemäß den Anforderungen des britischen Luftfahrtministeriums war die Siskin eine Ganzmetallkonstruktion. Das Cockpit war weiterhin offen. Die Bewaffnung war im Rumpf untergebracht und schoss durch den Propellerkreis. Auch hier wurde noch kein Spornrad am Heck verwendet, sondern nur ein Schleifsporn. Der Sternmotor war nicht verkleidet. Das bedeutete, dass sogar leichtere Treffer Schaden am Flugzeug hätten verursachen können. Eine Panzerung des Motorblockes als Nachrüstsatz wurde nie entwickelt. Die Siskin hatte allerdings nie einen Kampfeinsatz zu bestehen, weshalb dieser Umstand nicht sonderlich ins Gewicht fiel.

## Produktion
Die Armstrong Whitworth Siskin wurde von fünf Unternehmen (Armstrong Whitworth, Whitley Abbey; Bristol, Filton; Blackburn, Bough; Gloster; Vickers, Weybridge) in Serie gebaut.
Abnahme der Armstrong Whitworth Siskin durch die RAF:
| Hersteller | Version  | 1923 | 1924 | 1925 | 1926 | 1927 | 1928 | 1929 | 1930 | Summe |
| ---------- | -------- | ---- | ---- | ---- | ---- | ---- | ---- | ---- | ---- | ----- |
| AW         | Mk.III   | 4    | 41   | 4    | 8    |      |      |      |      | 57    |
| AW         | Mk.IIIDC |      |      | 6    |      |      | 11   | 36   |      | 53    |
| AW         | Mk.IIIA  |      |      | 1    | 13   | 53   | 21   |      |      | 88    |
| Bristol    | Mk.IIIA  |      |      |      |      |      | 46   | 22   | 15   | 83    |
| Blackburn  | Mk.IIIA  |      |      |      |      |      | 42   |      |      | 42    |
| Gloster    | Mk.IIIA  |      |      |      |      | 3    | 39   | 22   | 10   | 74    |
| Vickers    | Mk.IIIA  |      |      |      |      |      |      | 27   | 25   | 52    |
| Summe      |          | 4    | 41   | 11   | 21   | 56   | 159  | 107  | 50   | 449   |

## Militärische Nutzung
Kanada
- Royal Canadian Air Force

 Estland
- Estnische Luftstreitkräfte

 Schweden
- Svenska Flygvapnet

 Vereinigtes Königreich
- Royal Air Force

## Technische Daten
| Kenngröße             | Daten                                                                                              |
| --------------------- | -------------------------------------------------------------------------------------------------- |
| Besatzung             | 1                                                                                                  |
| Spannweite            | 10,11 m                                                                                            |
| Länge                 | 7,72 m                                                                                             |
| Triebwerk             | Sternmotor Armstrong Whitworth Jaguar IV                                                           |
| Leistung              | 420 PS / 313 kW                                                                                    |
| Höchstgeschwindigkeit | 251 km/h                                                                                           |
| Flugdauer             | ca. 3 h                                                                                            |
| Gipfelhöhe            | 8.230 m                                                                                            |
| Bewaffnung            | zwei festeingebaute vorwärtsfeuernde 7,7-mm-Vickers-MG, Unterflügelhalterungen für 4 × 9-kg-Bomben |